# Division d'Aurangabad

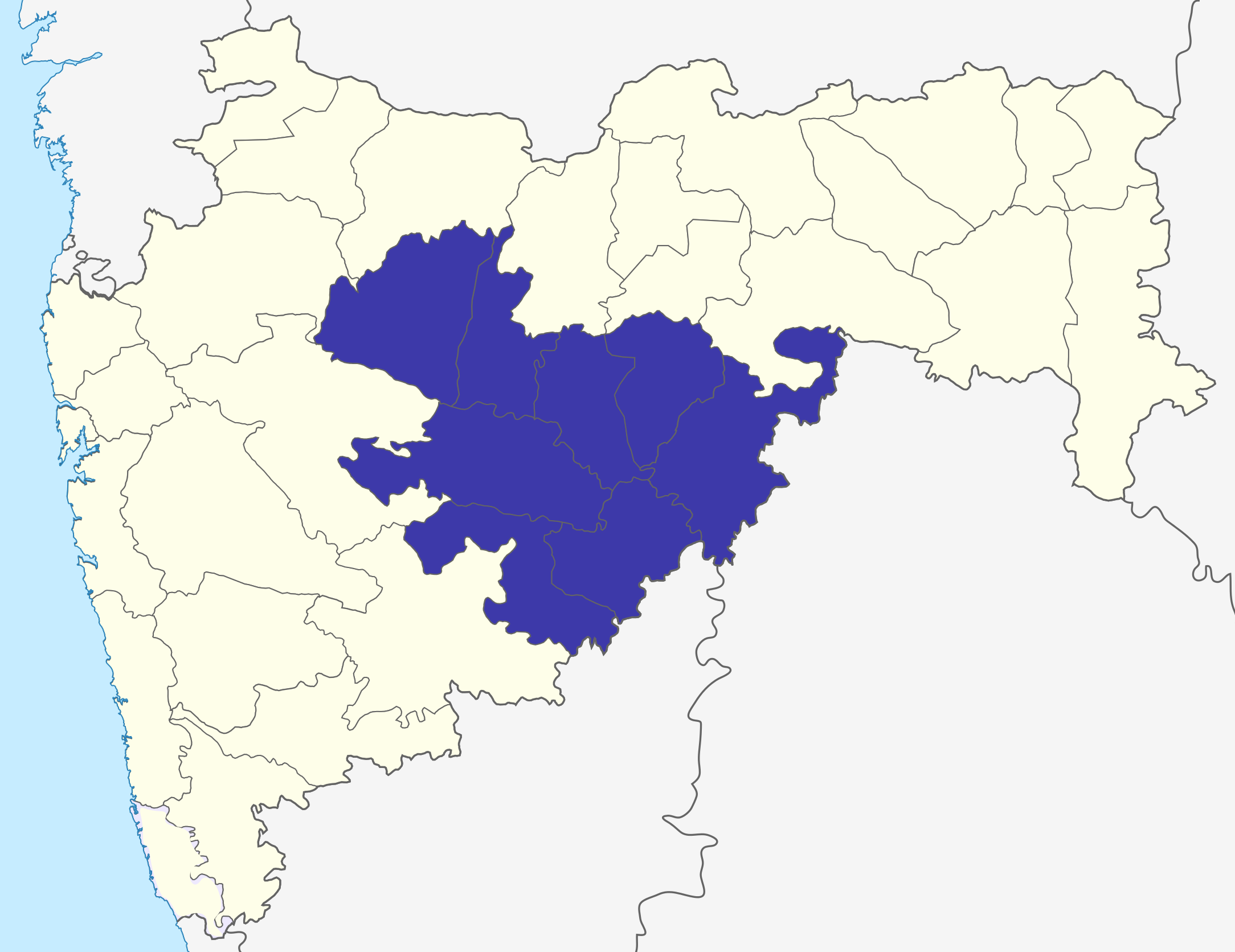
La division d'Aurangabad dans le Maharashtra

La Division d'Aurangabad (en Marathi जळगाव विभाग) est l'une des  divisions administratives de l'État indien du Maharashtra.

## Description
Elle est constituée des districts suivants:
| District              | Centre administratif | Superficie (km²) | Habitants (2001) | Densité (h/km²) |
| --------------------- | -------------------- | ---------------- | ---------------- | --------------- |
| District d'Aurangabad | Aurangabad           | 10.100           | 2.897.013        | 287             |
| District de Bid       | Bid                  | 10.693           | 2.161.250        | 202             |
| District d'Hingoli    | Hingoli              | 4.526            | 987.160          | 218             |
| District de Jalna     | Jalna                | 7.612            | 1.612.357        | 209             |
| District de Latur     | Latur                | 7.157            | 2.080.285        | 291             |
| District de Nanded    | Nanded               | 10.422           | 2.876.259        | 276             |
| District d'Osmanabad  | Osmanabad            | 7.512            | 1.486.586        | 198             |
| District de Parbhani  | Parbhani             | 6.512            | 1.527.715        | 244             |